# BM Волка
BM Волка (лат. BM Lupi) — одиночная переменная звезда в созвездии Волка на расстоянии (вычисленном из значения параллакса) приблизительно 6173 световых лет (около 1893 парсеков) от Солнца. Видимая звёздная величина звезды — от менее +16m до +15m.

## Характеристики
BM Волка — красная пульсирующая переменная звезда, мирида (M:) спектрального класса M. Эффективная температура — около 3281 K.